# Северо-Восточный университет
Северо-Восточный университет (англ. Northeastern University) — частный исследовательский университет в Бостоне, штат Массачусетс.
Университет известен своей специальной программой, согласно которой студенты обучаются восемь семестров в университете и работают полный рабочий день до трёх семестров. По этой программе у заведения есть множество коммерческих и некоммерческих партнёров как в США, так и за границей. В 2003 году американская новостная газета U.S. News & World Report назвала университет лучшим из проводящих подобные программы. В 2008 году он также был назван лучшим по показателю качества интернатуры.

## История
Университет был основан как «Вечерний институт для молодых людей» в 1898 году. Институт был создан для удовлетворения быстро растущего из-за иммиграции населения Бостона. Через несколько лет после основания здесь уже предоставлялось образование в сферах права, конструирования и финансов. В 1909 году это учебное заведение начало проводить занятия днём, а в 1913 году переехало в новое здание на Хантингтон-авеню. В 1916 году заведение было преобразовано в колледж, а в 1922 году оно было переименовано в «Северо-восточный университет бостонской молодёжной христианской ассоциации». В период бурного роста университетского городка было выкуплено место, на котором впоследствии был размещён стадион для бейсбола. Это было сделано в 1929 году, но строительство в те годы начато не было из-за финансовых трудностей университета, связанных с Великой депрессией.
В 1935 году к университету был присоединён Колледж свободных искусств и название было упрощено до наименования «Северо-восточный университет».
После второй мировой войны в университете стали давать образование женщинам.

## Колледжи и школы
- Колледж искусств, медиа и дизайна
  - Школа Архитектуры
  - Школа журналистики
- Школа бизнеса Д’Амор-Макким
  - Школа технологического предпринимательства
- Колледж компьютерных и информационных наук
- Инженерный колледж
  - Факультет биоинженерии
  - Факультет химической технологии
  - Факультет гражданской и экологической инженерии
  - Факультет электротехники и вычислительной техники
  - Факультет механического и промышленного производства
- Колледж здоровья Буве
  - Школа медсестер
  - Школа фармацевтов
- Колледж профессиональных исследований
  - Школа образования
  - Центр английского языка
  - Институтская Школа Лоуэлла
  - Всемирный центр языков
- Колледж науки
  - Биологический факультет
  - Факультет химии и химической биологии
  - Факультет морских и экологических наук
  - Факультет математики
  - Факультет физики
  - Факультет психологии
- Колледж социальных и гуманитарных наук
  - Школа криминологии и криминальной юстиции
  - Школа публичной политики и городского развития
  - Факультет экономики
  - Факультет права и публичной политики
- Школа права